# Siositina Hakeai
Siositina Hakeai (* 1. März 1994 in Ōtāhuhu) ist eine neuseeländische Diskuswerferin, die gelegentlich auch im Kugelstoßen an den Start geht.

## Sportliche Laufbahn
Erste internationale Erfahrungen sammelte Siositina Hakeai bei den Juniorenweltmeisterschaften im kanadischen Moncton, bei denen sie im Finale keinen gültigen Wurf zustande brachte. 2011 nahm sie an den Jugendweltmeisterschaften nahe Lille teil, wurde dort mit einer Weite von 13,73 m Siebte im Kugelstoßen und schied mit dem Diskus mit 45,76 m in der Qualifikation aus. Im Jahr darauf wurde sie bei den Juniorenweltmeisterschaften in Barcelona mit einem Wurf auf 56,17 m Vierte. 2014 nahm sie erstmals an den Commonwealth Games in Glasgow teil und belegte auch dort mit 58,67 m den vierten Platz. 2015 siegte sie mit einer Weite von 56,06 m bei den Ozeanienmeisterschaften in Cairns und qualifizierte sich damit für die Weltmeisterschaften in Peking, bei denen sie mit 54,89 m in der Qualifikation ausschied. 2018 nahm sie erneut an den Commonwealth Games im australischen Gold Coast teil und belegte dort mit einer Weite von 57,16 m erneut den vierten Platz.
Von 2012 bis 2016 sowie 2018 und 2019 wurde Hakeai neuseeländische Meisterin im Diskuswurf sowie 2012 auch im Kugelstoßen.

## Persönliche Bestleistungen
- Kugelstoßen: 14,24 m, 26. Juni 2011 in Bedford
- Diskuswurf: 60,54 m, 7. März 2018 in Auckland